# Avion de atac la sol

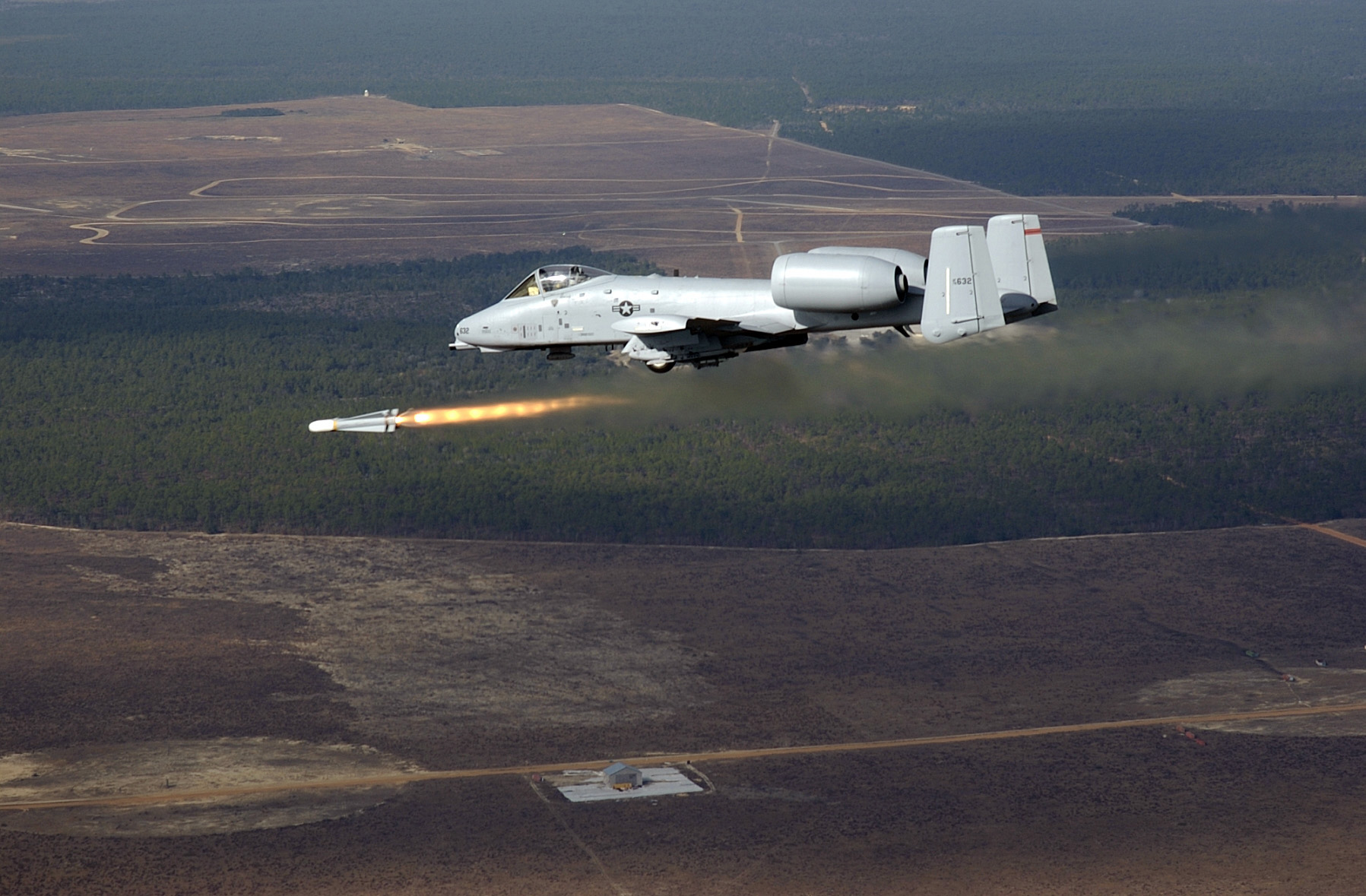
Un avion A-10 Thunderbolt II lansând o rachetă aer-sol AGM-65 Maverick.

Avioanele pentru atac la sol sunt avioane de luptă care datorită caracteristicilor tehnice au rolul principal de a ataca ținte aflate la sol. Ele fac aceasta într-un mod mai precis decât bombardierele (strategice), fiind de aceea pregătite să evite sau să reziste mai bine la focul apărării antiaeriene. Această categorie de avioane este cea mai adecvată pentru sprijin aerian direct pe câmpul de luptă, dar sunt folosite și pentru alte misiuni.
În timpulul celui de-Al Doilea Război Mondial pentru avionul de atac la sol rușii foloseau denumirea de „șturmovik”, iar germanii termenul „Schlachtflugzeug” (avion de luptă/bătălie). 
O categorie mai generală este avionul de atac care, pe lângă tipurile de atac la sol, include și avioanele care pot executa misiuni navale aer-navă. 
Pentru a clarifica o greșeală de interpretare comună: spre deosebire de  avioanele de vânătoare, avioanele de atac nu sunt tehnic destinate neapărat luptelor aeriene. Cu toate acestea, ele sunt adesea echipate și cu rachete aer-aer pentru autoapărare.